# Кэткин Парк
Кэткин Парк (англ. Cathkin Park) — муниципальный парк в городе Глазго (Шотландия). Он находится в ведении департамента парков города и является общественным местом, где по-прежнему играют в футбол. На территории парка расположены второй Хэмпден Парк, ранее принадлежавший футбольным клубам «Куинз Парк» (с 1884 по 1903 год) и «Терд Ланарк» (с 1903 по 1967 год). 

## Футбольный стадион
В парке раньше был футбольный стадион, который принимал официальные матчи с 1884 года. Первоначально он был известен как Хэмпден Парк (вторая арена с таким названием после первоначального, существовавшего с 1873 по 1883 год) и был в аренде у клуба «Куинз Парк» с 1884 по 1903 год. Когда команда перебралась на третий (и нынешний) Хэмпден Парк, стадион арендовал клуб «Терд Ланарк». Они переименовали его в Нью-Каткин Парк (так как ранее они играли на другой площадке, известной как Кэткин Парк к востоку от Диксон Холлс, на восточной стороне Кэткарт-Роуд). Именно на этой площадке в 1902 году состоялся первый крупный англо-шотландский клубный турнир: финал Кубка британской лиги, за которым наблюдало 12 000 зрителей, в котором «Селтик» выиграл у «Рейнджерс» 3:2 в дополнительное время.
Последний матч на Кэткин Парке «Терд Ланарк» провёл 25 апреля 1967 года, сыграв вничью 3:3 с «Куин оф зе Саут».
Впоследствии стадион пришёл в негодность, и большая часть его материалов постепенно исчезала. Остатки террас с трёх сторон стадиона можно до сих пор увидеть в парке. Однако возрождённая команда «Терд Ланарк», ныне выступающая в любительской лиге Большого Глазго, в настоящее время играет в парке, как и команда Хемпден и мальчики из академии Джимми Джонстона.
В 2017 году «Терд Ланарк» объявил о плане инвестировать 5 миллионов фунтов стерлингов в Кэткин Парк, положить поле, устойчивое к любой погоде, трибуну на 2000 мест, прожекторы и объекты для занятия футболом и крикетом.